# Carlos Rivas
Carlos Rivas (24 de maio de 1953) é um ex-futebolista chileno. Ele competiu na Copa do Mundo FIFA de 1982, sediada na Espanha.